# Juanita Castro
Juana de la Caridad "Juanita" Castro Ruz (Birán, 6 de mayo de 1933-Miami, 4 de diciembre de 2023) fue una empresaria y activista cubana nacionalizada estadounidense de ascendencia española, concretamente de Galicia. Era integrante de la familia Castro. Residió en Miami, y fue además uno de los rostros más visibles de la disidencia cubana en el exterior. Nació el 6 de mayo de 1933 en Birán, hija de padres españoles canarios. Murió por causas naturales el 4 de diciembre de 2023.

## Biografía
Hija del matrimonio de Lina Ruz González y Ángel Castro Argiz, y quinta de los siete hermanos: Angelita (1923-2012), Ramón (1924-2016), Fidel (1926-2016), Raúl (1931-), Juana Enma (1936-) y Agustina (1938-2017). Con su hermano Raúl, siempre tuvo mucha afinidad y lo llamaba cariñosamente Muso. Como todos los hermanos de la familia Castro Ruz, Juanita estudió en los mejores colegios de Cuba y al igual que sus hermanas, se graduó del colegio católico de las Ursulinas en La Habana. Pero la familia Castro Ruz saltó a la notoriedad, cuando en 1953 sus hermanos Fidel y Raúl Castro lideraron el asalto al Cuartel Moncada. Con el triunfo de la Revolución cubana el 1 de enero de 1959, Juanita, la activista que en 1958 recaudaba fondos para la lucha de sus hermanos, se dedicó a construir clínicas, escuela y hospitales en el campo.
Las políticas gubernamentales de Fidel y Raúl entraron en conflicto con los intereses familiares cuando estos insistieron en incluir la plantación familiar en su programa de reforma agraria para limitar la propiedad privada de tierras. Su hermano mayor Ramón Castro Ruz, quien mantenía la propiedad, y Juanita se sintieron traicionados y comenzaron a oponerse al gobierno de sus hermanos. La revista Time reportó que «después de que la madre Lina Ruz muriera en 1963, hubo un episodio violento cuando Fidel decidió expropiar las tierras familiares de una vez por todas. Juanita comenzó a vender el ganado; Fidel se enfureció, la denunció como una "gusana contrarrevolucionaria" y corrió a la granja en Oriente». Juanita comenzó a prestar apoyo y albergar a disidentes en su hogar.
En 1964, Juanita se fue de Cuba a México y vivió con su hermana Enma, quien se había casado con un mexicano en Cuba y emigró allí. A su llegada, convocó una conferencia de prensa y anunció que había desertado de Cuba. «Ya no puedo permanecer indiferente a lo que está sucediendo en mi país», declaró. «Mis hermanos Fidel y Raúl lo han convertido en una enorme prisión rodeada de agua. La gente está clavada en una cruz de tormento impuesta por el comunismo internacional». Juanita se mudó a Miami unos meses después. En 1973 abrió una farmacia llamada Mini Price. Se convirtió en ciudadana estadounidense naturalizada en 1984. En diciembre de 2006 vendió su farmacia a CVS Pharmacy.
En 1998 demandó judicialmente a su sobrina Alina Fernández, la hija ilegítima de su hermano Fidel, a causa de algunos pasajes supuestamente difamatorios en la autobiografía de Fernández, La hija de Castro. Memorias del exilio de Cuba. Afirmó que el libro difamaba a su familia: «Gente que comía del plato de Fidel ayer [en una obvia alusión indirecta a Alina], viene aquí [a los Estados Unidos] queriendo dinero y poder, por lo que dicen cualquier cosa, aunque no sea verdad». Un tribunal español ordenó a Fernández y su editorial, Plaza & Janés, pagar $45 000 en compensación a Juanita Castro. En 2009 publicó sus memorias: Fidel y Raúl mis hermanos, la historia secreta.

## Relación con la CIA
«La Agencia Central de Inteligencia, que ellos querían hablar conmigo, porque tenían cosas interesantes que decirme y cosas interesantes que pedirme, que si yo estaba dispuesta a correr ese riesgo, que si yo estaba dispuesta a oírlos a ellos, yo me quedé abrumada, pero de todas maneras les dije que sí», concluyó Juanita.

### Donna
Dos años después de la fallida invasión de Bahía de Cochinos en abril de 1961, la esposa del embajador brasileño en La Habana, Virginia Leitao da Cunha, amiga de Juanita, le ofreció ingresar a la CIA. Ella queda estupefacta, no respondió, pero acepta viajar a Ciudad de México a entrevistarse con un agente en la capital mexicana. El 23 de junio de 1963, Juanita aterrizó en Ciudad de México, posteriormente se encontró con Virginia, juntas fueron a la entrevista secreta en el hotel María Isabel Sheraton.
Juanita y Virginia ingresaron a la habitación de Enrique, Virginia se retiró discretamente y los dejó solos en la habitación del lujoso hotel. Sin rodeos el agente de la CIA, cuyo nombre real era Tony Sforza, le ofreció a Juanita ingresar a la agencia y ayudar con la Operación Mangosta, que trataba de una guerra económica al régimen cubano. Juanita aceptó colaborar con la agencia con dos condiciones, la primera es que no aceptará ninguna retribución económica para sí misma, ya que ella lo consideraba como una obligación como cubana; y la segunda es que por ninguna circunstancia participaría en ningún asesinato. Ambas condiciones no eran negociables, según recordó en sus memorias.
El hotel María Isabel Sheraton y la embajada de los Estados Unidos solo están separados por la angosta calle de Río Danubio, por lo que Juanita sospechaba que toda la entrevista con Enrique fue grabada. Con el nombre clave Donna, Juanita le da un giro de 180° a sus actividades clandestinas en contra del régimen de sus hermanos Fidel y Raúl. De regreso a La Habana recibió una radio de onda corta y continuó trabajando a favor de los perseguidos por el G2, la policía secreta cubana, hasta su partida definitiva de Cuba el 19 de junio de 1964.

### Good-bye Donna
Después de colaborar varios años con Enrique el agente fue comisionado a Vietnam y Laos. El nuevo contacto de Juanita en la CIA fue un cubanoestadounidense llamado Salvador Lew. En enero de 1970 con la entrada del nuevo presidente de los Estados Unidos Richard Nixon, la situación con Cuba cambiaría dramáticamente. Ese mismo año Lew concertó precipitadamente una entrevista muy privada en la casa de Juanita en Miami con un par de agentes de la CIA recién llegados de Washington D. C., estos hombres solo se presentaron como el Agente A y el Agente B. En un perfecto español los agentes estadounidenses le pidieron a Juanita que, con motivos de las recientes negociaciones del secretario de estado Henry Kissinger con el gobierno de la Unión Soviética, se retracte de todas sus declaraciones en contra del régimen comunista cubano que ella hace en su programa de radio llamado "Radio Periódico". Juanita furiosa se negó rotundamente y despidió de su casa a los agentes de la CIA.
Casi de inmediato se suspende la ayuda financiera de la CIA para la "Fundación Martha Abreu" dirigida por Juanita, así como de las emisiones de su programa de radio que se transmitía a través de Radio Nueva York. Juanita se considera un peón más en el ajedrez de las grandes potencias, envía una carta al entonces director de la CIA, Richard Helms, solicitando vehementemente que no coarten y no coaccionen su libertad de expresión. Al no recibir respuesta alguna de Helms, Juanita decidió romper con la agencia y enterrar a Donna.[cita requerida]
Después de establecerse en Miami en 1964, abrió una farmacia llamada Mini Price en 1973. Se naturalizó ciudadana estadounidense en 1984. En diciembre de 2006 vendió su negocio de farmacia a CVS Pharmacy.
Castro publicó su autobiografía en español en 2009 como Fidel y Raúl, mis hermanos. La historia secreta ("Fidel y Raúl, Mis hermanos: La historia secreta"). Fue coescrito con la periodista mexicana María Antonieta Collins.

## Fallecimiento
Juanita Castro falleció el 4 de diciembre de 2023 a los 90 años, por causas naturales en un hospital de Miami, Florida.